# Hradec (Stříbrná Skalice)
Hradec (katastrální území Hradec u Stříbrné Skalice) je část obce Stříbrná Skalice, leží v údolí Jevanského potoka 3,5 km severně od Stříbrné Skalice. Převážnou část zástavby tvoří chaty a rekreační objekty. Na východní straně patří k Hradci zalesněné úbočí Hradeckého kopečku, na východě zasahuje do Hradce v lokalitě Ve Voradlech menší les z území Černých Voděrad, na severu na Hradec plynule navazuje osada Háčka, která zčásti patří také do Černých Voděrad.

## Historie

### Archeologické nálezy
Do období staršího, než přinášejí prameny písemné, z nečetných nálezů dává nahlédnout archeologie. Nejstarším nálezem, který byl na území Hradce objeven, je zlomek eneolitického sekeromlatu nalezený spolu se zlomky hradištních nádob při stavbě chaty v severním svahu rybníka Propast v polovině sedmdesátých let 20. století. Místo nálezu se nachází pod vyvýšeninou (362 metrů) výrazně vystupující z údolí Jevanského potoka, kde někdejší místopisní a vlastivědní badatelé předpokládali existenci opevněného místa, vycházející především z pojmenování obce – Hradec. Kromě tohoto nálezu, zde však jiné přesvědčivé doklady dokazující existenci hradiště učiněny nebyly.
K významnějšímu objevu došlo již v roce 1962, o 450 metrů západněji, v tehdy ještě fungující pískovně nacházející se na levém břehu Zvánovického potoka u cesty směřující od Kostelních Střimelic k rybníku Propast. Archeolog Jaroslav Kudrnáč zde v západní stěně pískovny objevil zbytky kolem jednoho metru hlubokých jam, které na základě nálezu středohradištních keramiky interpretoval jako pozůstatky slovanských obydlí z doby mezi lety 800 až 950. 
Další zajímavé místo leží ve vzdálenosti zhruba jeden kilometr na východ od Hradce u silnice mezi Stříbrnou Skalicí a Konojedy na katastru obce Oplany. Již na počátku 20. století zde někdejší významný historik a spoluzakladatel české archeologie Josef Ladislav Píč identifikoval skupinu tzv. mohyl, kterou na základě nálezů keramiky přirovnával k mohylám na Vyžlovce (lokalita Ve Spáleném). Při podrobném archeologickém průzkumu Černokostelecka v sedmdesátých a osmdesátých letech 20. století prováděném Zdeňkem Smetánkou a Janem Klápštěm byly v mohylách nejen na Vyžlovce, ale i v širším okolí Kostelce nad Černými lesy rozpoznány relikty vrcholně středověkých staveb vybudovaných převážně v období tzv. vnitřní kolonizace probíhající v Čechách od počátku 13. století. Na základě těchto výsledků, ale i z výsledků povrchového průzkumu prováděného Jiřím Bernatem v roce 1999, lze usuzovat, že i relikty u Hradce jsou pozůstatkem zaniklé středověké vesnice.

## Historie
První písemná zmínka o vesnici pochází z roku 1369.
Současné zdejší osídlení lze rozpoznat např. na mapě z poloviny 19. století, kde jsou na dnešním území Hradce zachyceny tři hospodářské dvory: Hradec, Hačka a Propast.
Z nejstarších pramenů je známo, že od 13. století náležel Hradec i s okolím pánům z Cimburka usazených na hrádku v Dědicích (dnes Hradové Střimelice). V písemných pramenech z konce 14. století (1396), v záznamech o fundacích církevních beneficií a donacích církevním institucím pražské arcidiecéze tzv. Liber erectionum, jsou na statcích v Hradci zmíněni Jan Čista a Velk řečený Rubáš v souvislosti s převedením platu 1 kopy grošů kostelu sv. Martina v Střimelicích (Kostelních), který se na ně převáděl ze vsi Čerčany. Součástí dnešního Hradce je i propastský mlýn, o jehož existenci se lze dozvědět ze stejného pramenu jako o Hradci v záznamu z roku 1412, kde se praví, že Jan Strýc ze Střimelic (Hradových) prodal mlýn řečený Propast faráři farního kostela v Střimelicích (Kostelních). První gruntovní záznamy z počátku 17. století (1601) uvádějí v Hradci čtyři grunty, přičemž tím čtvrtým je propastský mlýn. V dalších stoletích se až do začátku 19. století počet hospodářství v Hradci neměnil, pouze jejich majitelé.
Daleko pestřejší historií vysledovatelnou v písemných pramenech oplývá nedaleká osada Háčka (od slova hatě, v původním významu stavební konstrukce z proutí na zpevnění cesty v blátivém terénu nebo v močálu), která je již v roce 1320 zmíněna spolu s Hradovými Střimelicemi (tehdy jen Střimelice, kde není kostel) a Zvánovicemi, kdy je Bernard z Cimburka, Albert a Ješek z Poděhu prodali abatyši Kunhutěz kláštera sv. Jiří na Pražském hradě. O několik let později přešly Hačky do rukou pražského měšťana Stacha, kdy je v Hačkách poprvé zmíněna tvrz, na které v té době seděl Stachův správce. V roce 1380 se Stach soudil u církevního soudu s rytířem Janem ze Střimelic (Hradových) o právo podávat faráře do Konojed, a tento soud vyhrál. V následujícím století pak docházelo k častému střídání majitelů hačecké tvrze, až se na počátku 16. století dostala do rukou Michala Slavaty, pána v Kostelci nad Černými lLesy. V roce 1554 ji od kosteleckého panství kupuje Jan mladší z Valdštejna a připojuje je k panství Komorní Hrádek. Někdy krátce poté tvrz asi zanikla. V urbáři černokosteleckého panství z roku 1677 je v Hačkách zmiňován mlýn, který pravděpodobně vyvstal v místech někdejší tvrze.

## Doprava, turistika a služby
Severojižním směrem prochází údolím Jevanského potoka silnice, po níž jezdí autobusová linka Pražské integrované dopravy 382 z Prahy do Sázavy. Na území Hradce má dva páry zastávek: „Stříbrná Skalice, Hradec“ a „Stříbrná Skalice, Propast“. U rybníka Propast je restaurace. Severozápadním okrajem Hradce (přes Háčku a Voradla) prochází cyklotrasa č. 0085 mezi Černými Voděrady a Kostelními Střimelicemi. Východozápadním směrem přes Hradec vede zeleně značená pěší turistická trasa od Říčan a Voděradských bučin do Oplan.